# Ngũ Phong
Ngũ Phong (chữ Hán giản thể: 五峰土家族自治县, Hán Việt: Ngũ Phong Thổ Gia tộc Tự trị huyện) là một huyện thuộc địa cấp thị Nghi Xương, tỉnh Hồ Bắc, Cộng hòa Nhân dân Trung Hoa. Huyện này có diện tích 2372 km², dân số là 208.000 người, người Thổ Gia chiếm 67%. Tên huyện này nguyên là huyện Trường Lạc, năm 1994 được đổi tên thành huyện Ngũ Phong, tháng 7 năm 1984 Quốc vụ viện Trung Quốc phê chuẩn thành lập huyện tự trị dân tộc Thổ Gia Ngũ Phong. Huyện này gồm 5 trấn: Ngũ Phong, Ngư Dương Quan, Trường Lạc Bình, Nhân Hoà Bình, Loan Đàm; 3 hương: Phó Gia Yển, Thái Hoa và Ngưu Trang. 